# Callophrys gryneus
Callophrys gryneus is een vlinder uit de familie van de Lycaenidae. De wetenschappelijke naam van de soort werd als Lycus gryneus in 1819 gepubliceerd door Jacob Hübner.

## Synoniemen
- Callophrys turkingtoni Johnson, 1976
- Mitoura cedrosensis Brown & Faulkner, 1989

## Ondersoorten
- Callophrys gryneus gryneus
  - = Papilio damon Stoll, 1782 non Denis & Schiffermüller, 1775
  - = Polyommatus damastus Godart, 1824
  - = Thecla auburniana Harris, 1862
  - = Thecla damon var. patersonia Brehme, 1907
  - = Mitoura gryneus var. octoscripta Buchholz, 1951
- Callophrys gryneus smilacis (Boisduval & Le Conte, 1835)
  - = Thecla smilacis Boisduval & Le Conte, 1835
- Callophrys gryneus nelsoni  (Boisduval, 1869)
  - = Thecla nelsoni Boisduval, 1869
  - = Thecla nelsoni var. exoleta H. Edwards, 1881
  - = Callophrys barryi acuminata Johnson, 1976
- Callophrys gryneus castalis (Edwards, 1871)
  - = Thecla castalis Edwards, 1871
  - = Thecla damon var. discoidalis Skinner, 1897
- Callophrys gryneus siva (Edwards, 1874)
  - = Thecla siva Edwards, 1874
  - = Thecla rhodope Godman & Salvin, 1887
  - = Mitoura clenchi Johnson, 1988
- Callophrys gryneus loki (Skinner, 1907)
  - = Thecla loki Skinner, 1907
- Callophrys gryneus juniperaria (Comstock, 1925)
  - = Mitoura siva juniperaria Comstock, 1925
- Callophrys gryneus sweadneri (Chermock, 1945)
  - = Mitoura sweadneri Chermock, 1945
- Callophrys gryneus mansfieldi (Tilden, 1951)
  - = Mitoura siva mansfieldi Tilden, 1951
- Callophrys gryneus deppeanaria (Johnson, 1975)
  - = Mitoura gryneus deppeanaria Johnson, 1975
- Callophrys gryneus plicataria Johnson, 1976
  - = Callophrys rosneri plicataria Johnson, 1976
  - = Callophrys barryi Johnson, 1976
- Callophrys gryneus rosneri Johnson, 1976
  - = Callophrys rosneri Johnson, 1976
- Callophrys gryneus byrnei Johnson, 1976
  - = Callophrys byrnei Johnson, 1976
- Callophrys gryneus chalcosiva Clench, 1981
  - = Callophrys siva chalcosiva Clench, 1981